# 江東シーサイドマラソン大会
江東シーサイドマラソン大会（こうとうシーサイドマラソンたいかい）は、東京都江東区が主催する日本陸上競技連盟公認のマラソン大会である。

## 概要
毎年11月の最終日曜日に江東区の夢の島で行われるマラソン大会で、ハーフマラソンと10kmコースの2つがある。毎年約4000人が参加し、そのうちの5分の3程度が完走している。大会当日は三ツ目通りや明治通りなどで交通規制が敷かれる。